# Auto Motor & Sport

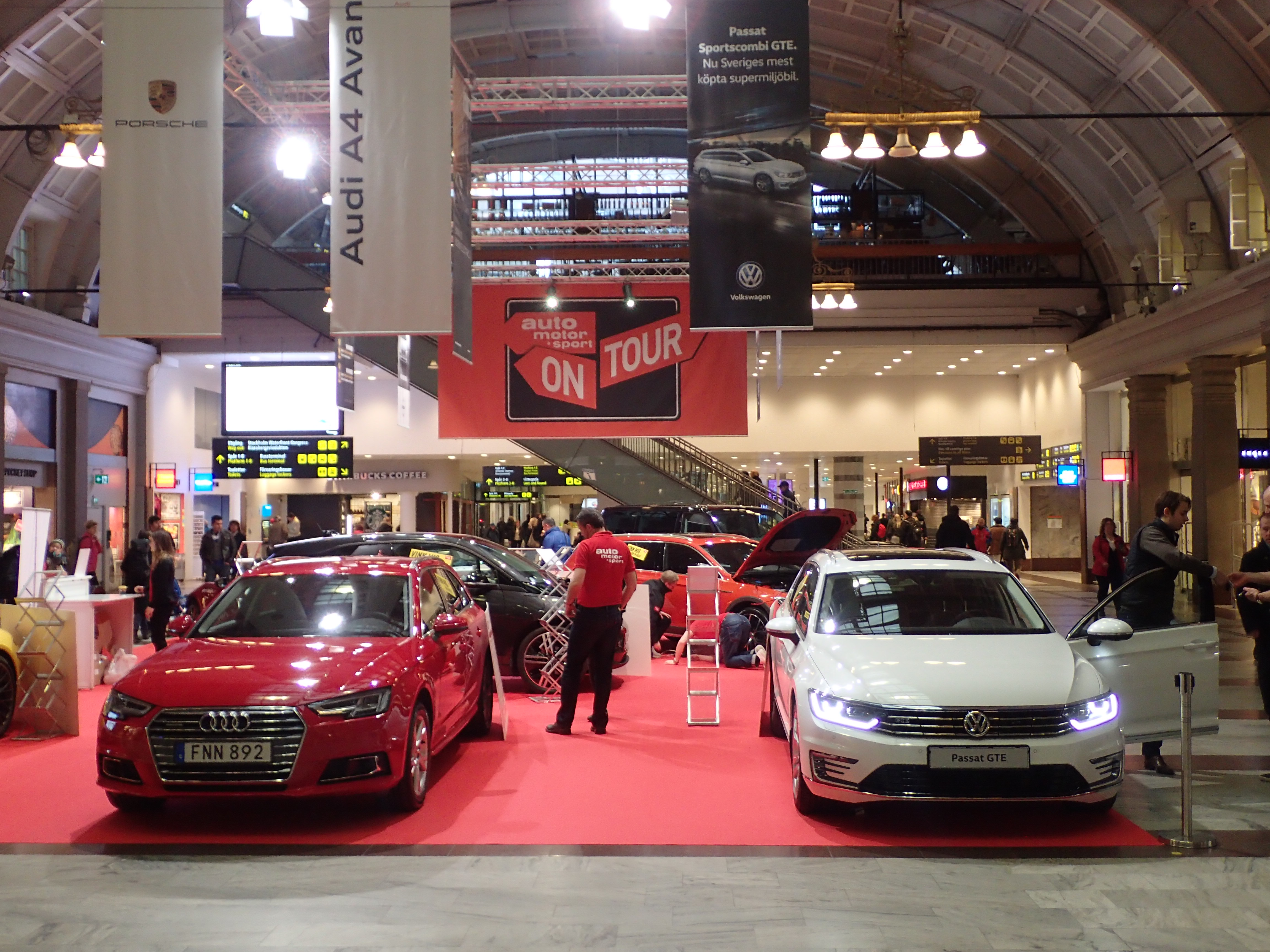
Auto Motor & Sport on tour

Auto Motor & Sport är en svensk tidning om bilar som givits ut sedan 1995. Den innehåller nyheter om bilar och motorsport samt tester och provkörningar. Tidningen utges var fjortonde dag. Tidningen ägs av Egmont Tidskrifter AB.
Tidningen har också varit med och producerat flera TV-program, bland annat Prestanda i TV3. Från hösten 2010 bidrar också tidningen till Gran Turismo (TV8).
Tidningens webbplats automotorsport.se är bland de största biltidningssajterna i Sverige med ungefär 260.000 unika besökare i veckan (vecka 46 2016) enligt Kommittén för Internetannonsering.
Andra länder där tidningen publiceras är i 
Bulgarien, Grekland, Kina, Kroatien, Norge, Polen, Rumänien, Slovakien, Tjeckien, Turkiet, Tyskland, Ukraina och Ungern.
Tidningens tyska motsvarighet är Auto Motor und Sport. Deras samarbetstidningar är:
- auto illustrierte (Schweiz)
- autopista (Spanien)
- auto hoje (Portugal)
- L'Automobile Magazine (Frankrike)
- auto test (Argentina)
- automovil (Mexiko)
- Carro (Brasilien)
- automovil (Colombia)